# Lucio Clodio Macro

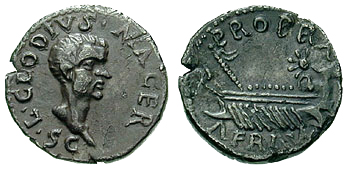
Retrato de Lucio Clodio Macro en un denario.

Lucio Clodio Macro (en latín Lucius Clodius Macer) fue un legado del Imperio romano en África (Legatus Augusti Propraetore Africae) en la época de Nerón. Se rebeló en mayo del año 68, posiblemente instigado por Calvia Crispinila. Animado por Galba, Macro creó la legión Macriana liberatrix, para unir fuerzas con la Legio III Augusta que él mismo comandaba, y así controlar la ciudad de Cartago y sus recursos navales. La provincia de África era una de las zonas productoras de cereales más importantes del imperio y el puerto de Cartago era vital para la exportación de trigo africano hacia Roma.
Lucio Clodio Macro asoló toda la costa norte de África con la intención de cortar el suministro de grano a Roma. Para ese entonces, Galba había consolidado su posición y obtenido el reconocimiento de Roma, y las acciones de Macro presumiblemente despertaron suspicacias en el propio Galba quien abrigaba ambiciones imperiales. En octubre del año 68 Galba lo hizo capturar y ejecutar.
Los denarios de Macro son extremadamente raros, hoy en día solamente se conoce la existencia de 85 de los cuales 20 llevan su retrato.